# Oxyscelio glabriscutellum
Oxyscelio glabriscutellum är en stekelart som först beskrevs av Alan Parkhurst Dodd 1914.  Oxyscelio glabriscutellum ingår i släktet Oxyscelio och familjen Scelionidae. Inga underarter finns listade i Catalogue of Life.